# 莫後光
莫後光（?—?），明末松江（今属上海）人。
早年在私塾教書，以說書聞名，曾說《西遊記》、《水滸傳》，“聽者嘗數百人，雖炎蒸爍石，而人人忘倦，絕無揮汗者。”柳敬亭是他的學生，莫后光教他：“……口技虽小道，在坐忘。忘己事，忘己貌，忘座有贵要，忘身在今日，忘己何姓名，于是我即成古，笑啼皆一。”。莫后光的说话理論是：“夫演义虽小技，其以辨性情，考方俗，形容万类，不与儒者异道。故取之欲其肆，中之欲其微，促而赴之欲其迅，舒而绎之欲其安，进而止之欲其留，整而归之欲其洁。非天下之精者，其孰与于斯矣！”